# Mount Stearns
Mount Stearns är ett berg i Antarktis. Det ligger i Östantarktis. Nya Zeeland gör anspråk på området. Toppen på Mount Stearns är 2 254 meter över havet.
Terrängen runt Mount Stearns är huvudsakligen bergig, men den allra närmaste omgivningen är kuperad. Trakten är obefolkad. Det finns inga samhällen i närheten.